# Weston (Nottinghamshire)
Weston – wieś w Anglii, w hrabstwie Nottinghamshire, w dystrykcie Newark and Sherwood. Leży 34 km na północny wschód od miasta Nottingham i 194 km na północ od Londynu. Miejscowość liczy 312 mieszkańców.